# Рашківська Стефанія Олександрівна
Стефанія Олександрівна Рашківська, до шлюбу Кошель (нар. 1 січня 1931, с. Пасіки, Томашівський повіт, Люблінське воєводство, Польща) — українська ударниця праці та політична діячка. Герой Соціалістичної Праці. Почесний ветеран України.
Народилася 1 січня 1931 року в с. Пасіки Томашівського повіту Люблінського воєводства, Польща. Трудову діяльність розпочала у 1945 році в колгоспі «Маяк» Струсівського району Тернопільської області. Очолювала ланку. У 1949 році удостоєна звання Героя Соціалістичної Праці. Навчалася у сільськогосподарській школі з підготовки голів колгоспу у Чернівцях. 
У 1952—1955 роках заступниця голови виконкому — голова районної планової комісії Струсівської районної ради депутатів трудящих. З 1955 року — агрономка машинно-тракторної станції (МТС) у с. Клішківці Хотинського району Чернівецької області, згодом була обрана заступницею голови виконкому Хотинської районної ради. Працювала агрономом-ентомологом Клішковецької МТС, агрономкою районної сільськогосподарської інспекції, завідувачкою контрольно-насіннєвої лабораторії, начальницею Хотинської районної державної насіннєвої інспекції.

## Громадська діяльність
Обиралась депутаткою. Струсівської та Хотинської районних рад, членом Всесоюзної ради миру, народною засідателькою Верховного суду Української РСР.

## Нагороди, відзнаки
- Медаль «Золота Зірка».
- Орден Леніна.
- Медаль «За доблесну працю».
- Медаль «За трудову доблесть»
- Відзнака Ради організації ветеранів України «Почесний ветеран України».